# Herman Jensen (politiker)
 For alternative betydninger, se Herman Jensen. (Se også artikler, som begynder med Herman Jensen)
Herman Jensen (1913 – 2006) var en socialdemokratisk skorstensfejer og politiker, der var borgmester i Middelfart Kommune fra 1962 til 1985.

## Liv og karriere
Jensen blev født i 1913. Som ung blev han lokalformand for Socialdemokratiet, og han blev i 1946 valgt ind i Middelfart Byråd, hvor han sad i 46 år. Han har derudover været formand for Kommunernes Lønningsnævn og med i ledelsen af den fynske kommuneforening. Han døde i 2006, 92 år gammel.